# Peter Welffens
Peter Welffens (født 7. maj 1924 i Antwerpen - død 11. februar 2003 i Deurne, Belgien) var en belgisk komponist, sanger, dirigent, pianist og lærer.
Welffens var som ung korsanger i forskellige kor på sin hjemegn, men slog over og studerede komposition og klaver på det Kongelige Flamske Musikkonservatorium i Antwerpen hos Jef Van Hoof og Marinus de Jong. Han studerede herefter komposition og direktion på Mozarteum i Salzburg hos Wolfgang Fortner og Igor Markevich. Welffens har skrevet 2 symfonier, orkesterværker, kammermusik, koncertmusik, operaer, balletmusik, scenemusik, korværker, vokalmusik, suiter etc. Han underviste i komposition på Musikkonservatoriet i Antwerpen, og var dirigent for det Kongelige Ungdoms Teater i Antwerpen.

## Udvalgte værker
- Symfoni nr. 1 (1952) - for orkester
- Symfoni nr. 2 (1959) - for orkester
- Symfoni (1986) - for kammerorkester
- Koncert (1961) - for cembalo, strygere og slagtøj